# ゲント王立音楽院
ゲント王立音楽院（オランダ語: Koninklijk Conservatorium Gent）は、ベルギーの初代国王レオポルド1世によって1835年に設立された音楽院。現在はHogeschool Gentの一部となっている。
音楽院の初代院長に就任したのはマルタン＝ジョゼフ・メンガルで、1835年から1851年までこの職を務めた。他にはエミール・マチューが1898年から院長に任ぜられている。音楽院の著名な卒業生、教員には1841年からメンガルに師事したフランソワ＝オーギュスト・ジュヴァール、卒業後に同院の教授となったポール・ルブラン、22年間ピアノ科の教授を務めたEdouard Potjesらがいる。
1995年に音楽院を含む16のベルギーの大学が合併し、Hogeschool Gentとなった。王立美術アカデミー（Royal Academy of Fine Arts）と王立音楽院が、Hogeschool Gentにおける芸術科を構成している。約480人の学生が在籍し、演劇や音楽を学ぶ課程で励んでいる。同校は伝統的に室内楽の訓練に特に重きを置いている。2006年以降は、毎年オペラの上演にも取り組んでいる。